# Bernard Barsi
Bernard Barsi   (Niça, 4 d'agost de 1942 - Niça, 28 de desembre de 2022) fou un arquebisbe catòlic, professor, teòleg i filòsof francès. Començà el seu ministeri sacerdotal a la diòcesi de Niça. Del 8 d'octubre del 2000 fins al 2020, fou l'arquebisbe de Mònaco, així com també exercí de Gran Prior de l'Orde del Sant Sepulcre de Jerusalem al país.

## Biografia
Quan era jove va descobrir la seva vocació religiosa i decidí entrar al seminari de Rencurel, després al seminari major de Niça, on estudià filosofia i per acabar al de Marsella, on estudià teologia. Durant aquells anys després de realitzar també la seva formació eclesiàstica i finalment després de rebre els vots monàstics, el 28 de juny del 1969 fou ordenat sacerdot. Després de la seva ordenació passà a formar part de la seva diòcesi natal, la de Niça, on començà el seu ministeri com a capellà i vicari de la parròquia de Saint-Étienne-de-Tinée. De seguit, el 1972, treballà a l'oficina diocesana de vocacions i el 1982 fou capellà de La Trinité, fins al 1991 que es feu vicari general de la diòcesi, fins al 2000, que fou ascendit. Alhora, entre el 1997 i el 1998 fou l'administrador diocesà en un període de seu vacant i també durant un període més llarg de temps estigué treballant com a professor.
El 16 de maig del 2000 el papa Joan Pau II el va nomenar nou arquebisbe de l'arxidiòcesi de Mònaco, en successió de Mn. Joseph-Marie Sardou, que hi renuncià per motius d'edat. La consagració episcopal tingué lloc el 8 d'octubre d'aquell any a la Catedral de Sant Nicolau de Mònaco.
Com a arquebisbe de Mònaco era l'encarregat de l'administració de l'església i de celebrar tots els actes catòlics del principat, així com els de la Casa de Grimaldi. I també, després d'obtenir aquest càrrec, feu de Gran Prior de l'Orde de Cavalleria del Sant Sepulcre de Jerusalem del país.